# Before Crisis: Final Fantasy VII
Before Crisis: Final Fantasy VII (ビフォア クライシス -ファイナルファンタジーVII-?, Bifoa Kuraishisu -Fainaru Fantajī Sebun-) è un videogioco action RPG del 2004 sviluppato e prodotto dalla Square Enix esclusivamente per telefoni cellulari.

## Trama
È un prequel di Final Fantasy VII e gli eventi hanno luogo sei anni prima della storia di Cloud e compagni.
Parla delle avventure dei Turks e comprende un totale di 25 episodi.
La storia inizia poco dopo la fine della guerra fra la ShinRa Electric Power Company e il popolo di Wutai, un conflitto menzionato in FF7 e visto in Crisis Core: Final Fantasy VII. Sconfitta Wutai e ottenuto il monopolio sull'energia del pianeta, la Shinra diventa un colosso mondiale e detiene il primato del potere economico, militare e politico. Ma a seguito di ciò sorge un movimento di rivolta, noto come "AVALANCHE".
Before Crisis incentra la sua trama sul conflitto fra Shinra e AVALANCHE, che termina proprio immediatamente prima degli eventi di FF7.
Al contrario di FF7, che era incentrato sulle azioni dell'AVALANCHE, Before Crisis ha il suo punto di riferimento nei Turks della Shinra, che ha come antagonista proprio l'AVALANCHE.

## Personaggi
- Presidente ShinRa: presidente della ShinRa Electric Power Company, grazie al controllo dei media mostra al mondo un'immagine positiva di sé, apparendo per un benefattore. In realtà è crudele e fa solo i propri interessi, non curandosi delle persone comuni.
- Rufus ShinRa: figlio del Presidente e vicepresidente della ShinRa, Rufus ha punti di vista differenti da quelli del padre sul controllo del mondo: preferisce incutere timore e apparire forte e potente. Ad ogni modo non ha molta influenza all'interno della ShinRa ed è spesso via per viaggi d'affari.
- Reeve Tuesti: ancora ministro della ShinRa per lo sviluppo della città, nonostante in FF7 sarà a capo del dipartimento. È lui l'architetto di Midgar e colui che ha ideato e disegnato i reattori Mako. Non riveste un ruolo rilevante.
- Cait Sith: un prototipo di robot con sembianze feline controllato da Reeve in FF7. Nel gioco assiste i Turks in un episodio.
- Heidegger: capo del Dipartimento per la Pubblica Sicurezza e delle forze militari. Considerato irritante dalla maggior parte dei suoi colleghi, crede che l'unico modo per vincere sia l'uso della forza e non ha alcun rispetto per Verdot e i Turks. Durante un episodio prende il comando dei Turks, mostrando un forte disprezzo nei loro confronti, finché Verdot non riottiene la sua carica.
- Hojo: capo del Dipartimento di Ricerche Scientifiche e successore del Professor Gast. Nonostante la sua brillante intelligenza è considerato inferiore al Professor Gast ed è ossessionato dagli esperimenti genetici sugli esseri umani. È stato lui ad impiantare la Materia in Lucrecia (o Elfé) dopo che fu trasportata a Nibelheim da Kalm.
- Scarlet: capo del Dipartimento per lo Sviluppo delle Armi, Scarlet è fredda e sicura di sé. Appare per la prima volta in un episodio tentando di sciogliere il gruppo dei Turks.

## Sviluppo

### Colonna sonora
La colonna sonora del gioco, composta da Takeharu Ishimoto, è stata pubblicata in un solo album con la colonna sonora dell'OAV Last Order: Final Fantasy VII, sempre ad opera di Ishimoto.